# بزرگراه کوهسار
بزرگراه کوهسار یا سردار سلیمانی یکی از بزرگراه‌های شیراز در راستای شمال-شمال غرب شهر به طول ۷ کیلومتر  می باشد این بزرگراه از اواسط بلوار جمهوری شروع شده و پس گذر از تونل کوهسار، باغات نیایش، تونل ایمان، تقاطع بزرگراه آیت‌الله حائری شیرازی و بلوار چمران به چهارراه قصردشت در تقاطع با بلوار ایمان شمالی امتداد دارد.
این بزرگراه به همراه بزرگراه‌های آیت‌الله حائری شیرازی و آیت‌الله محلاتی (آرین)، یکی از سه بخش رینگ شمال غربی شهر شیراز به شمار می‌رود.

## تغییر نام
نام این بزرگراه در دی ماه ۱۳۹۸ به عنوان یاد بود توسط شورای شهر شیراز به‌طور رسمی به «بزرگراه سپهبد سلیمانی» تغییر یافت.